# Cicer paucijugum
Cicer paucijugum är en ärtväxtart som först beskrevs av Mikhail Grigoríevič Popov, och fick sitt nu gällande namn av Sergej Arsenjevitj Nevskij. Cicer paucijugum ingår i släktet kikärter, och familjen ärtväxter. Inga underarter finns listade i Catalogue of Life.